# Redacción de El Telegrama del Rif
La Redacción de El Telegrama del Rif es un inmueble modernista que está localizado en la esquina que forman la calle Ejército Español, 16 y la avenida Cándido Lobera, del Ensanche Modernista la ciudad española de Melilla y que forma parte del Conjunto Histórico Artístico de la Ciudad de Melilla, un Bien de Interés Cultural.

## Historia
El 15 de abril de 1910 es licitado el solar 185 del Barrio Reina Victoria a Luis Sunyer de Bofarull, que lo vende el 13 de octubre de 1911 a Cándido Lobera, que entre agosto de 1912 y 1913 levanta con el contratista Miguel Adelantado, según proyecto del arquitecto Enrique Nieto, de agosto de 1912, para acoger el periódico El Telegrama del Rif, fundado y dirigido por Lobera, que anteriormente se situaba 
en Melilla la Vieja, saliendo de esta sede su primer número a finales de diciembre de 1912.
Fue ampliado por el contratista Juan Sánchez Calleja con unas viviendas en la azotea según proyecto de Nieto entre el 30 de abril y el 28 de junio de 1927 para Manuel Galvan Jiménez administrador del edificio y en 2002 con la construcción de una primera planta según proyecto del arquitecto Manuel Ángel Quevedo Mateos.
Los lectores de Architectural Digest lo eligieron en agosto de 2019 como el octavo edificio modernista más bello, detrás de la Casa Batlló, de Antoni Gaudí, Barcelona, como el mejor edificio modernista del país, seguido del cántabro el Capricho, la Casa Lis de Salamanca, el madrileño Palacio de Longoria, el Mercado Central de Valencia, la Casa del Príncipe de Valladolid, y el  Casino Mercantil de Zaragoza.

## Descripción
Está construido con muros de mampostería de piedra local y ladrillo macizo, con el que también se hicieron las bovedillas apoyadas sobre vigas y columnas de hierro. Cuenta con planta baja, principal y primera. Cuenta con un bajo con líneas horizontales y claves resaltadas sobre los arcos de medio punto de los vanos, con un gran ventanal en el chaflán con ménsulas, que da paso a un mirador con unos arcos lobulados. El resto de las fachadas cuenta con balconadas en el centro, flanqueadas por balcones con rejerías y ventanas de bellas molduras sobre sus dinteles.